# Montreal Locomotive Works
De Montreal Locomotive Works (MLW) was een locomotieffabriek in Canada van 1883 tot 1985. In de 100 jaar van zijn bestaan kende MLW diverse eigenaren.

## Korte zelfstandigheid
In 1883 werd de 'Locomotive and Machine Company of Montreal Limited' opgericht. De fabriek produceerde voornamelijk voor de Canadese markt. In 1904 werd het bedrijf overgenomen door de Amerikaanse American Locomotive Company (Alco), die het bedrijf enkele jaren later hernoemde tot Montreal Locomotive Works (MLW). MLW bouwde locomotieven die door Alco waren ontworpen.
De reden voor deze overname lag in de strenge protectiemaatregelen van de Canadese overheid: Amerikaanse bedrijven konden hun producten nauwelijks verkopen in Canada. Dit probleem kon echter worden omzeild door een Canadees bedrijf te kopen of ermee samen te werken. Deze tactiek is ook door andere fabrikanten gehanteerd, zoals EMD dat een vestiging in London, Ontario oprichtte en Baldwin dat ging samenwerken met de Canadian Locomotive Company.

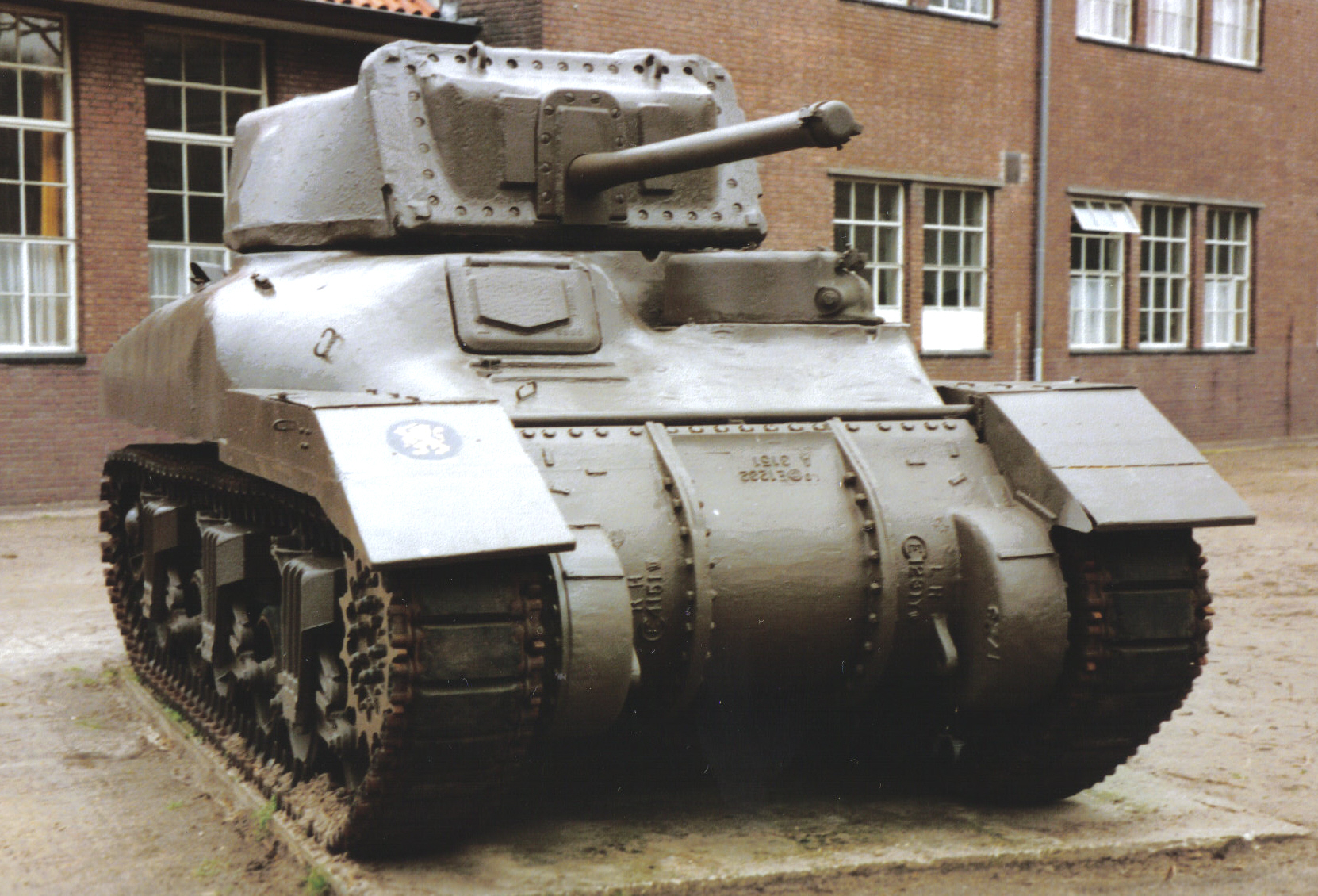
Ram tank in Amersfoort, 1993.

MLW bouwde overigens tijdens de Tweede Wereldoorlog ook tanks, waaronder de Ram, voor het Canadese leger.

## Van stoom naar diesel
De overgang van stoom naar diesel kwam in Canada wat later op gang dan in de Verenigde Staten. Er ontstond een grote vraag naar diesellocomotieven die nodig waren om de oude stoomlocomotieven te vervangen. MLW had hierbij het voordeel dat de Canadese markt dermate was afgeschermd dat Amerikaanse concurrenten hun locomotieven niet eenvoudig in Canada konden afzetten en dus eerst op zoek moesten naar Canadese partners. De locomotieven van MLW en Alco waren bovendien erg geschikt voor het bergachtige Canada. Tevens speelden politieke motieven een rol: het door de overheid gecontroleerde spoorwegbedrijf Canadian National had een voorkeur voor Canadese producten.
Ook met de export ging het goed: Amerikaanse bedrijven kregen allerlei beperkingen opgelegd wegens de Koude Oorlog, maar in Canada was het beleid een stuk soepeler waardoor Canadese fabrikanten hun locomotieven wel konden verkopen.

## Problemen bij Alco, overname door Bombardier
Met moederbedrijf Alco ging het echter minder goed. In 1964 werd het gekocht door de Worthington Corporation. Hierdoor werd MLW hernoemd in MLW-Worthington. In 1969 werd de locomotieffabriek van Alco gesloten en de Alco-ontwerpen werden aan MLW-Worthington verkocht. De fabricage van dieselmotoren werd een jaar later verkocht aan een ander bedrijf en via diverse overnames kwam dit in 1994 terecht bij Fairbanks-Morse. MLW-Worthington ging verder met de productie van diesellocs. In 1975 kreeg Bombardier een meerderheidsbelang in MLW.

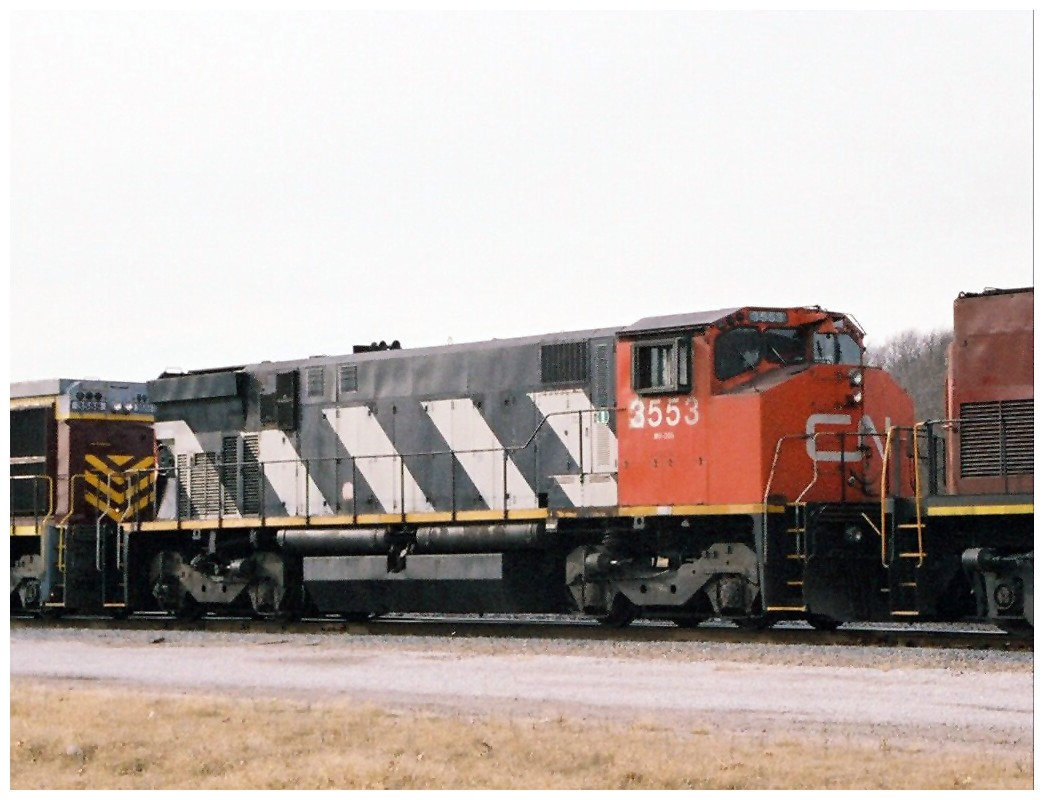
Canadian National Railways 3553, Montreal Locomotive Works M420W.

## Het einde van MLW
MLW ontwikkelde de 'safety cab', een ontwerp dat tegenwoordig standaard is voor alle locomotieven in Noord-Amerika. Midden jaren 80 ging het echter bergafwaarts met de productie van diesellocomotieven: MLW ontwikkelde enkele nieuwe locomotieven voor CN, maar die bleken uitermate onbetrouwbaar te zijn. In 1985 besloot Bombardier om de productie van diesellocomotieven te staken. Drie jaar later kocht General Electric de MLW-fabrieksgebouwen en begon met een ombouwprogramma van eigen locomotieven uit de jaren 60. In 1993 werden de fabrieken definitief verlaten.